# اوریدین تری‌فسفات
اوریدین تری‌فسفات (به انگلیسی: Uridine triphosphate) با فرمول شیمیایی C۹H۱۵N۲O۱۵P۳ یک ترکیب شیمیایی با شناسه پاب‌کم ۱۱۸۱ است؛ که جرم مولی آن ۴۸۴٫۱۴۱ g/mol می‌باشد.